# Koskinonodon
Koskinonodon és un gènere extint de gran amfibi temnospòndil, originalment anomenat Buettneria. Era molt comú durant el Triàsic superior (estatge faunal del Carnià) en el que actualment és el sud-oest d'Amèrica.

## Galeria

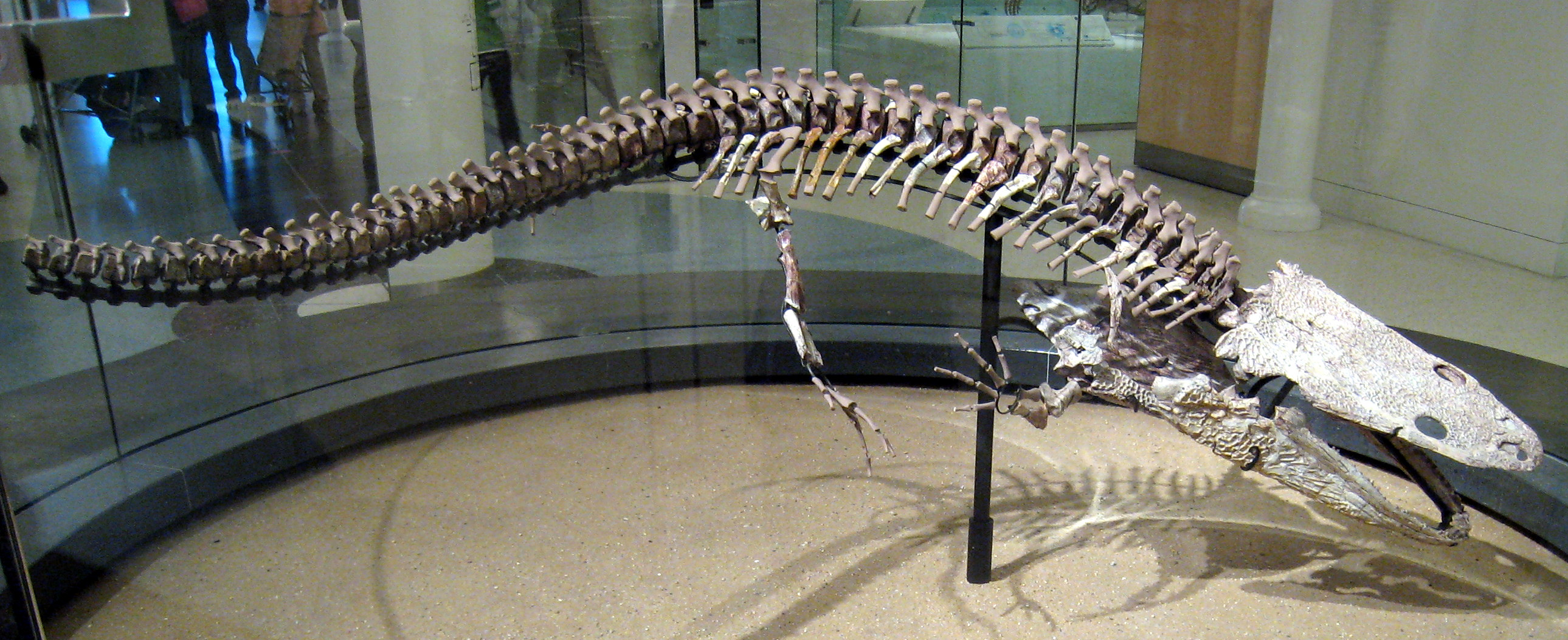
Koskinonodon
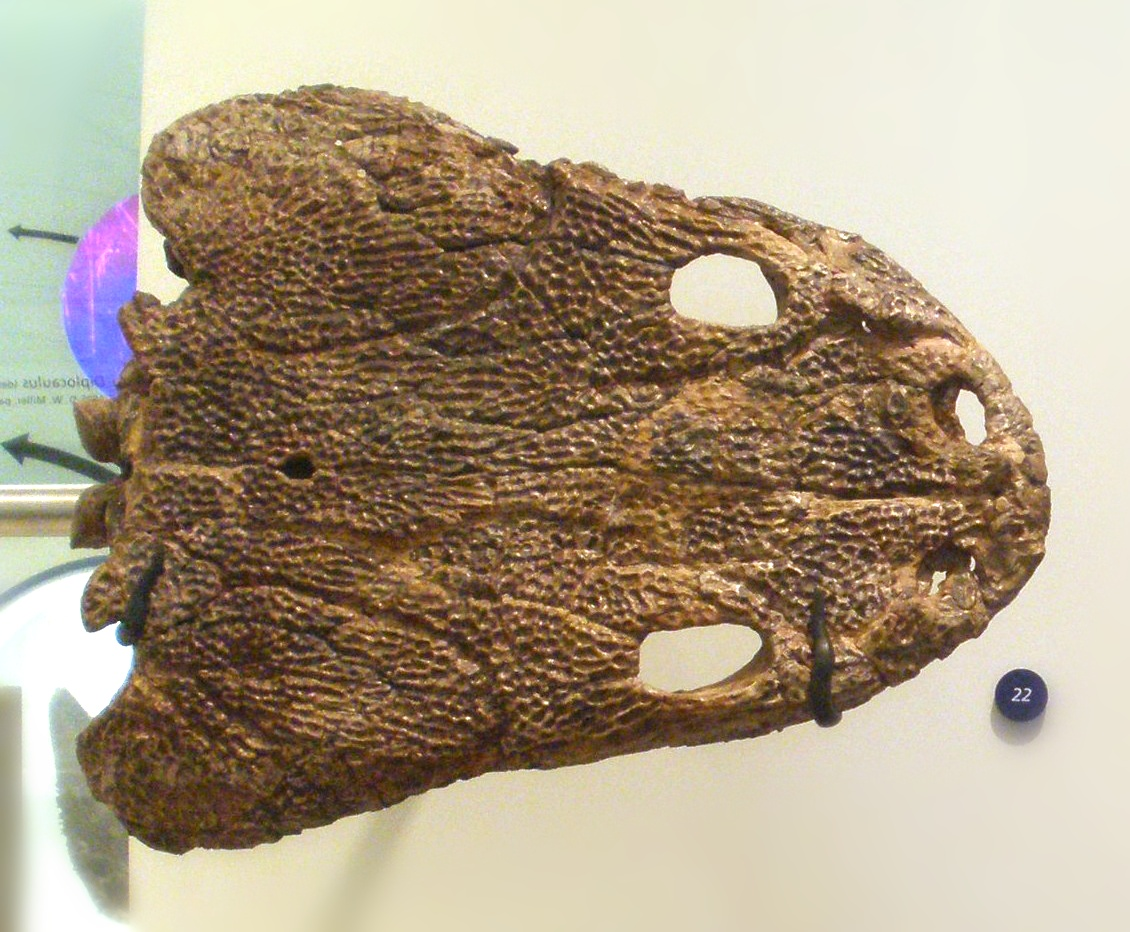
Crani de Koskinonodon